# I tangoens skygge
I tangoens skygge er en dansk eksperimentalfilm fra 1990 instrueret af Eske Holm.

## Handling
Kvinderne stod tavst demonstrerende på torvet - de var forstenede i stum vrede og sorg. Det argentinske styre havde myrdet eller ladet deres mænd - brødre, fædre, børn forsvinde. Disse kvinder giver koreografen Eske Holm udtryk og bevægelse i sine danse.